# Аржентино-бразилска война
Аржентино-бразилската война, известна и като Война за Сисплатина или Сисплатинска война, е война между Аржентина и Бразилия (1825 – 1828), за контрол над бразилската провинция Сисплатина (съвременен Уругвай).

## Предистория
Обединени провинции на Южна Америка (съвременна Аржентина) възнамерява да възстанови контрола над бразилската провинция Сисплатина, която до 1813 г. принадлежи на испанското Вицекралство Рио де ла Плата, за чиито правоприемник се смятат Обединените провинции, а впоследствие е присъединена към Бразилската империя.
За осъществяване на тази цел Обединените провинции подтикват най-силната политическа групировка в Сисплатина (така наречените Orientales – „Източните“) под ръководството на Хуан Антонио Лавалеха да въстанат против бразилското правителство, и им оказава сериозна политическа и материална подкрепа. Благодарение на икономическата замисимост и на двете държави от Великобритания, британският министър на външните работи Джордж Канинг изиграва важна роля в конфликта и неговите резултати. Великобритания, макар и да търпи финансови загуби от прекратяване на търговията в района, предоставя военни заеми и на двете страни в конфликта.
След няколкогодишни конфликти с бразилското правителство, на 20 август 1825 г. сисплатинсите сепаратисти, начело с Ривера Фруктосо и Хуано Антонио Лавалеха, свикват Конгрес в град Ла Хлорида, който провъзгласява независимост на провинцията от Бразилската империя и принадлежността ѝ към Обединени провинции на Южна Америка. На 25 октомври 1825 г. аржентинският национален конгрес приема присъединяването на Сисплатина към Обединените провинции. В отговор, на 10 декември 1825 г., Бразилия обявява война на Обединените провинции. На 1 януари и Аржентина обявява война на Бразилия.

## Ход на войната
Бразилският имперски флот блокира залива Ла Плата и пристанищата на Буенос Айрес и Монтевидео. Аржентинският флот е принуден да се изтегли на юг – първоначално в пристанището на Енсенада, а впоследствие в Кармен де Патагонес. Бразилския флот се опитва да превземе Кармен де Патагонес през 1827 г., за да ограничи още повече морската търговия на аржентинците, но няма възможност да изпрати достатъчно сили и бразилската атака е отблъсната от местното аржентинско опълчение. Междувременно аржентинската армия пресича Ла Плата и навлиза в уругвайския град Дурасно, откъдето аржентинския генерал Карлос Мария де Алвеар получава възможност да застраши бразилската територии. Бразилските войски под командването на маркиз ди Барбасена контратакуват аржентинците в битката при Итусаинго (20 февруари 1827 г.). Битката завършва с тактическа победа за аржентинците, тъй като офанзивата на Маркиз ди Барбасена към Буенос Айрес е прекратена, но без стратегическа придобивки за воюващите страни.
Позиционната война продължава още една година. Бразилците нямат достатъчно войници, а и са затруднени от постоянните бунтове, избухващи в самата Бразилия. Войната продължава с малки стълкновения.
В началото на 1828 г. аржентинските войски контролират по-голямата част от територията на Източната провинция Сисплатина, а значителните военни разходи и натиска от страна на Великобритания не дават възможност на бразилците да продължат военните действия, в резултат на което Бразилия е принудена да започне мирни преговори.

## Резултати от войната
Всички страни понесят значителни финансови загуби, а международната търговия в района на залива Ла Плата фактически е преустановена за почти три години. Поради това прекратяването на военните действия било в интерес и на двете страни, и те започват през 1828 г. в Рио де Жанейро. Като посредници в тях са Франция и Великобритания, под чиито натиск Обединените провинции на Южна Америка и Бразилската империя подписват Монтевидеоския договор. С мирния договор са провъзгласява независимостта на Източния бряг, който Аржентина не съумява да присъедини към своята територия като новата държава получава името Уругвай, а източната част от територията на провинцията е предадена на Бразилия.
В самата Бразилия загубата на Сисплатина става нов повод за недоволство, особено след скъпата и непопулярна война, като през 1831 г. бразилският император Педро I абдикира. От войната изгода извлича Великобритания, която засилва своето икономическо влияние и получава право на свободна търговия в района на Ла плата.